# Pengidam
Pengidam is een bestuurslaag in het regentschap Aceh Tamiang van de provincie Atjeh, Indonesië. Pengidam telt 861 inwoners (volkstelling 2010).